# فردریکو لاپندا
فردریکو لاپندا (انگلیسی: Frederico Lapenda؛ زادهٔ ۲۱ سپتامبر ۱۹۶۸) کارگردان فیلم، کارآفرین و تهیه‌کننده فیلم اهل ایالات متحده آمریکا است، که در سال ۱۹۹۹ باشگاه هنرهای رزمی گلدن گلوری را تأسیس کرد.